# Neonauclea truncata
Neonauclea truncata är en måreväxtart som först beskrevs av Bunzo Hayata, och fick sitt nu gällande namn av Yoshimatsu Yamamoto. Neonauclea truncata ingår i släktet Neonauclea och familjen måreväxter. Inga underarter finns listade i Catalogue of Life.